# Claudia Vives-Fierro
Claudia Vives-Fierro Planas (Barcelona, 1969) es una artista plástica española. Se graduó en Ciencias Empresariales y es doctora en Comunicación Audiovisual . Entre los años 2003 y 2008 fue directiva del FC Barcelona . Actualmente trabaja entre Barcelona e Ibiza en diferentes campos artísticos: el dibujo, la pintura, el grabado, la escultura, el videoarte y el arte sonoro . En 2022 dirigió el documental Pater .

## Formación
Claudia Vives-Fierro se graduó en Ciencias Empresariales en la Universidad de Barcelona en 1991. Entre 1993 y 1995 realizó algunos seminarios de grabado, escultura y pintura en la escuela EINA de Barcelona. Licenciada en Comunicación Audiovisual por la Universidad Ramon Llull en 2011. Máster Universitario en Ficción de cine y televisión por la Universidad Ramon Llull en 2012. Doctora en Comunicación Audiovisual en 2021. Máster Universitario de Arte sonoro por la Universidad de Barcelona 2023.

## Obra
En su obra, ha situado la experimentación como estrategia para la creación, poniendo el foco en el proceso creativo. Entendiendo la experimentación como la posibilidad de realizar ensayos, para probar cosas desconocidas, pero también haciendo diferentes ejercicios con las conocidas, para componer o descubrir los resultados que se obtienen. Con la apertura a todo tipo de tanteos y ocurrencias.
Trabaja teniendo siempre presente que la pregunta que la obra de arte formula sobre lo real sólo tiene sentido si es compartida, si la obra es a la vez reclamo, acto social y creación social.

## Trayectoria
Ha expuesto individual o colectivamente en diversas galerías y participado en eventos y festivales de arte en Barcelona, Sitges, Villanueva y Geltrú, Olot y otras poblaciones de Cataluña, en Andorra, Ibiza, Madrid y Nueva York.
En 1991 expone por primera vez en la sala Up&Down de Barcelona. Ha expuesto, entre otros, en la galería Jordi Barnadas, en la Sala Parès, en el Espai13 de la Fundació Joan Miró, en la galería Hartman, y en El Quatre de Barcelona.
En 2014 y 2016 participó en el Festival Under the Subway Videoarte festival de Nueva York En 2016 expone en la galería Ágora, de Sitges. En 2018 presenta el documental Pater en la Filmoteca de Cataluña y en el festival Internacional de Cine de Begur. Este mismo año hace su propuesta Insert Coin en la feria SWAB de Barcelona. con la que fue finalista en los Premios ArtsFAD 2019 En 2021 presenta la instalación sonora “The Good Man” con el Equipo Risus en el Espacio Micus en Ibiza, y en 2022 #womenartists en Lab36 en Barcelona y “A la Vida Cal Ballar-la” en ODTalamanca en Ibiza.